# Monika (Sängerin)

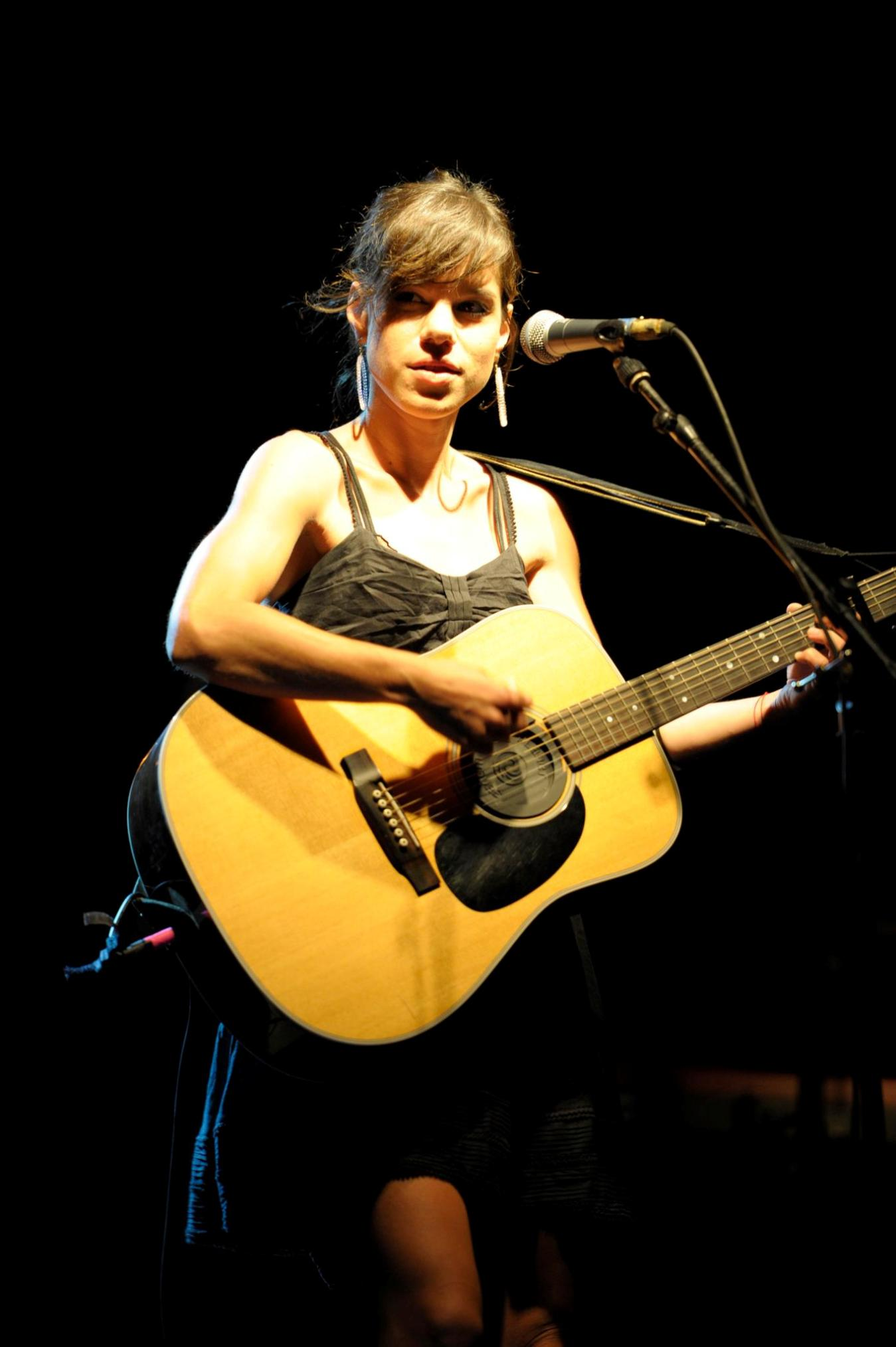
Monika live 2011

Monika Christodoulou (griechisch Μόνικα Χριστοδούλου, getauft als Lemonia Christodoulou; * 26. Mai 1985 in Athen) ist eine griechische Sängerin, Musikerin, Komponistin und Liedtexterin mit dem Künstlernamen Monika.

## Leben
Monika ist die Tochter von Iliostalachti und Nikolaos Christodoulou. Ihr Vater arbeitete als Arzt in verschiedenen Städten, deshalb zog die Familie mehrfach um. Die längste Zeit ihrer Kindheit verbrachte Monika in Karpenisi, wo sie an der Musikschule ihren ersten Musikunterricht erhielt. Ihr Interesse an der Musik beruht nach eigenen Angaben auf dem Einfluss ihrer Familie. Ihre Eltern spielten Instrumente und trafen sich häufig mit Freunden, um gemeinsam Musik zu machen.
Monika schloss die Schule in Karpenisi ab und studierte ab 1999 an der Nationalen und Kapodistrias-Universität Athen (Εθνικό και Καποδιστριακό Πανεπιστήμιο Αθηνών) Mathematik. Sie beendete ihr Studium nicht, da sie sich hauptberuflich der Musik widmen wollte.
Nach 2013 verbrachte Monika ein paar Jahre in den USA, wo sie auch auftrat und ihre Musik aufnahm. Sie ist verheiratet und hat eine Tochter.

## Karriere

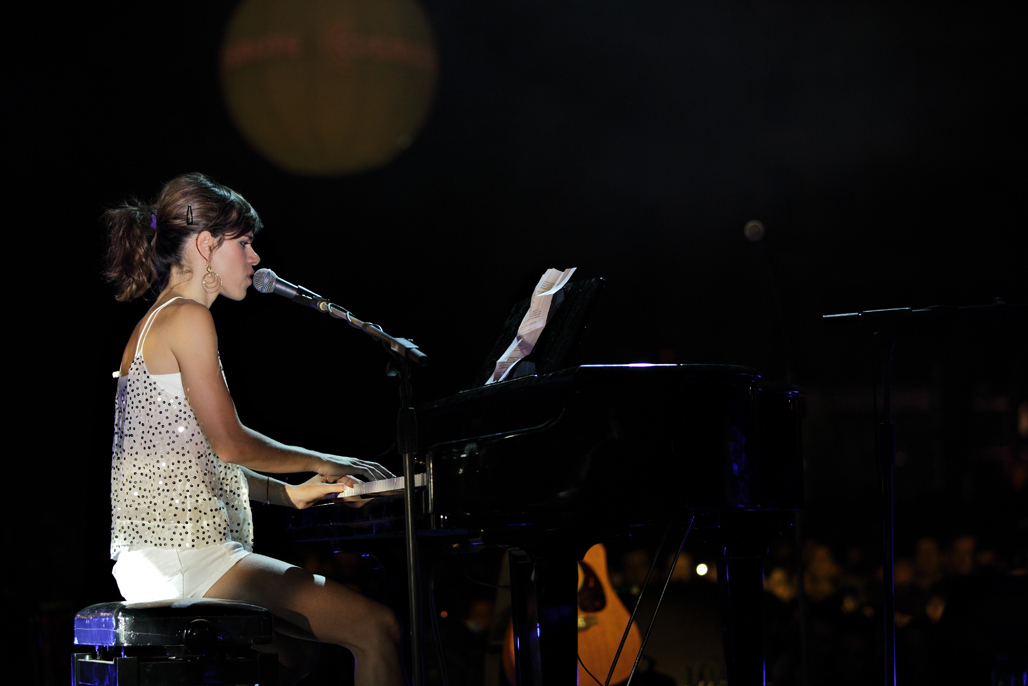
Monika live 2011

Monika spielt Klavier, Gitarre, Saxofon und Akkordeon, außerdem singt sie. Sie komponiert und verfasst auch ihre Texte meist selbst, vorwiegend auf Englisch. Wie sie selbst in einem Interview angab, weil ihr die englische Musikszene eher zusagt. Ihr Musikstil wird dem Indie-Pop (Independent Pop) zugeordnet.
Bereits 1999 begann Monika in der Band Serpentine ihres Bruders Thanasis Christodoulou Gitarre und Saxofon zu spielen. Nachdem sich die Band 2004 aufgelöst hatte, verfolgte sie eine Solo-Karriere und begann mit einem zu Hause aufgenommenen Demo, das sie auf die Musik-Plattform MySpace hochlud. Dadurch wurde sie in Kreisen von Musikkennern bekannt und bekam die Chance, bei Konzerten mitzumachen. Mit dem Song Over the Hill  kam ihr Durchbruch, sodass sie 2007 einen Plattenvertrag mit der Firma Archangel Music unterschrieb. Over the Hill wurde Teil ihres ersten Albums Avatar. Das Musikvideo dieses Songs war 2010 für den Preis des besten alternativen Videos beim Mad Video Music Award nominiert. Avatar erschien 2008 und war so erfolgreich, dass es in Griechenland eine Platin-Schallplatte erhielt. Derselbe kommerzielle Erfolg wiederholte sich mit ihrem zweiten in Berlin und Athen aufgenommenen Album Exit (2010). 2013 folgte das Album Primal und 2014 ihr viertes Album Secret in The Dark. Die Texte aller vier Alben sind auf Englisch. Ihr fünftes Album Der Garten ist voller Blüten (Ο Κήπος είναι Ανθηρός) (2019) besteht ausschließlich aus Songs mit griechischen Texten.
Monika verfasste auch Musik zu Theaterstücken und Filmproduktionen. So schrieb sie 2013 die Musik zu einer Inszenierung von Sophokles’ Antigone im Athener Benaki-Museum und 2015 zu Die Brüder Karamasow für die Athener Bühne Theatro Technis Karolos Kun. Für die griechische Fernsehkrimiserie Erotas Meta (Liebe danach) (2019–2020) wurde Monikas Bloody something Titelsong. Von der Filmmusik des prämierten Netflixfilms The Lost Daughter (Frau im Dunkeln) (2021) sind zwölf Songs von ihr geschrieben.
Monika gab zahlreiche Konzerte in Griechenland. 2007, am Anfang ihrer Karriere, trat sie als Vorgruppe der amerikanischen Band Calexico in Thessaloniki und Iraklio auf. Sie gilt als eine der jüngsten Musikerinnen, die jemals im antiken Odeio Irodiou Attikou auftrat, als sie dort 2015 ein ausverkauftes Konzert gab.
Um das medizinische Personal in seiner Arbeit gegen die COVID-19-Pandemie in Griechenland zu unterstützen, veröffentlichte sie 2020 den Song Saving the World. Alle Einnahmen stellte sie diesem Zweck zur Verfügung.

## Diskografie

### Alben
- 2008: Avatar, Archangel Music
- 2010: Exit, Archangel Music
- 2015: Secret in The Dark, Archangel Music
- 2019: Ο Κήπος είναι Ανθηρός (Der Garten ist voller Blüten), Panik Oxygen
- 2023: Proud, Royal Music

### EPs
- 2013: Primal, Archangel Music

### Singles (Auswahl)
- 2008: Over the Hill
- 2010: Yes I Do
- 2015: Secret in The Dark
- 2015: Take Me with You